# Шези, Антуан
Антуа́н Шези́ (фр. Antoine Chézy; 1 сентября 1718 года, Шалон-ан-Шампань — 4 октября 1798 года, Париж) — французский инженер-гидравлик; автор формулы Шези.
Служа в ведомстве путей сообщения, построил множество мостов, производил исследования по проведению Бургундского канала, и в 1797 году был назначен директором Национальной школы мостов и дорог.
С именем Шези связано изобретение нивелира со зрительной трубой и уровнем (с воздушным пузырьком), а также эклиметра с диоптрами и уровнем.